# ألف باربر
ألف باربر (بالإنجليزية: Alf Barber)‏ (15 يناير 1902 – 1967) هو ملاكم من المملكة المتحدة راحل، مثّل بلاده في الألعاب الأولمبية الصيفية 1924.

## روابط خارجية
ألف باربر على موقع بوكس ريك (الإنجليزية) (registration required)
- ألف باربر على موقع أوليمبيديا (الإنجليزية)